# Мацуэ
Мацуэ́ (яп. 松江市 Мацуэ-си) — центральный город в Японии и административный центр префектуры Симане. Площадь города составляет 573,00 км², население — 206 333 человека (1 августа 2014), плотность населения — 360,09 чел./км².

## Географическое положение

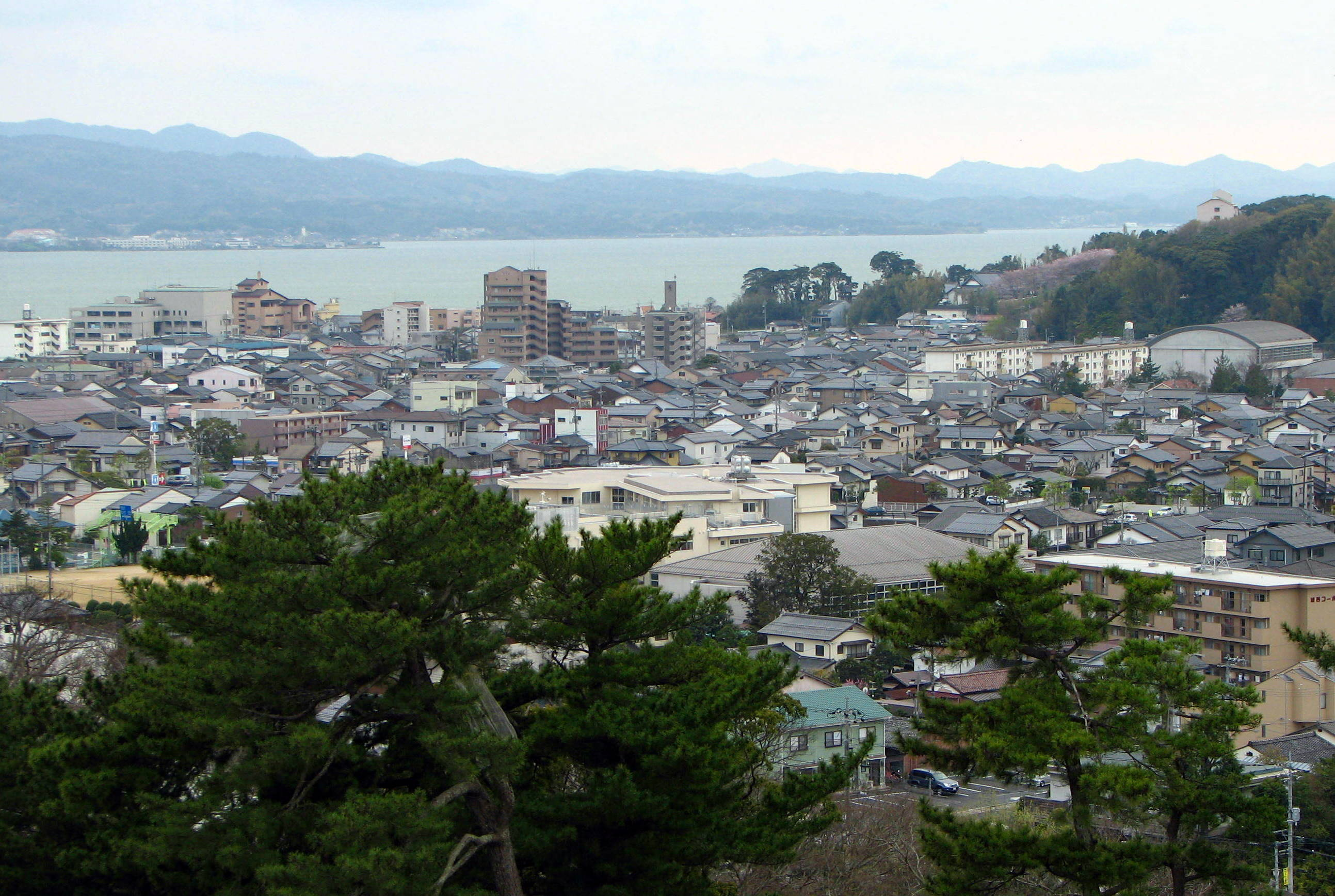
Вид на Мацуэ и озеро Синдзи

Город Мацуэ находится в западной части острова Хонсю, на побережье Японского моря в регионе Тюгоку. Относится к префектуральному административному району Идзумо.
Рядом с городом расположено озеро Синдзи, седьмое по величине пресноводное озеро Японии. Озеро соединено с Японским морем через протоку Охаси (являющуюся частью реки Хии) и озеро Накауми, через которое в озеро Синдзи попадает значительное количество морской воды. Благодаря этому в озере Синдзи живёт редкий моллюск Corbicula japonica (яп. сидзими), который является предметом промысла местных рыбаков и одной из вкусных «достопримечательностей» префектуры Симане.
В Мацуэ до сих пор сохранилась система старых призамковых каналов, разделяющих город на районы, поэтому его часто называют «городом на воде» или «водной столицей». По каналу плавают туристические лодки, а лодочники поют традиционные японские песни для пассажиров, поэтому нередко Мацуэ называют «японской Венецией». Мацуэ также является портовым городом.

## Достопримечательности

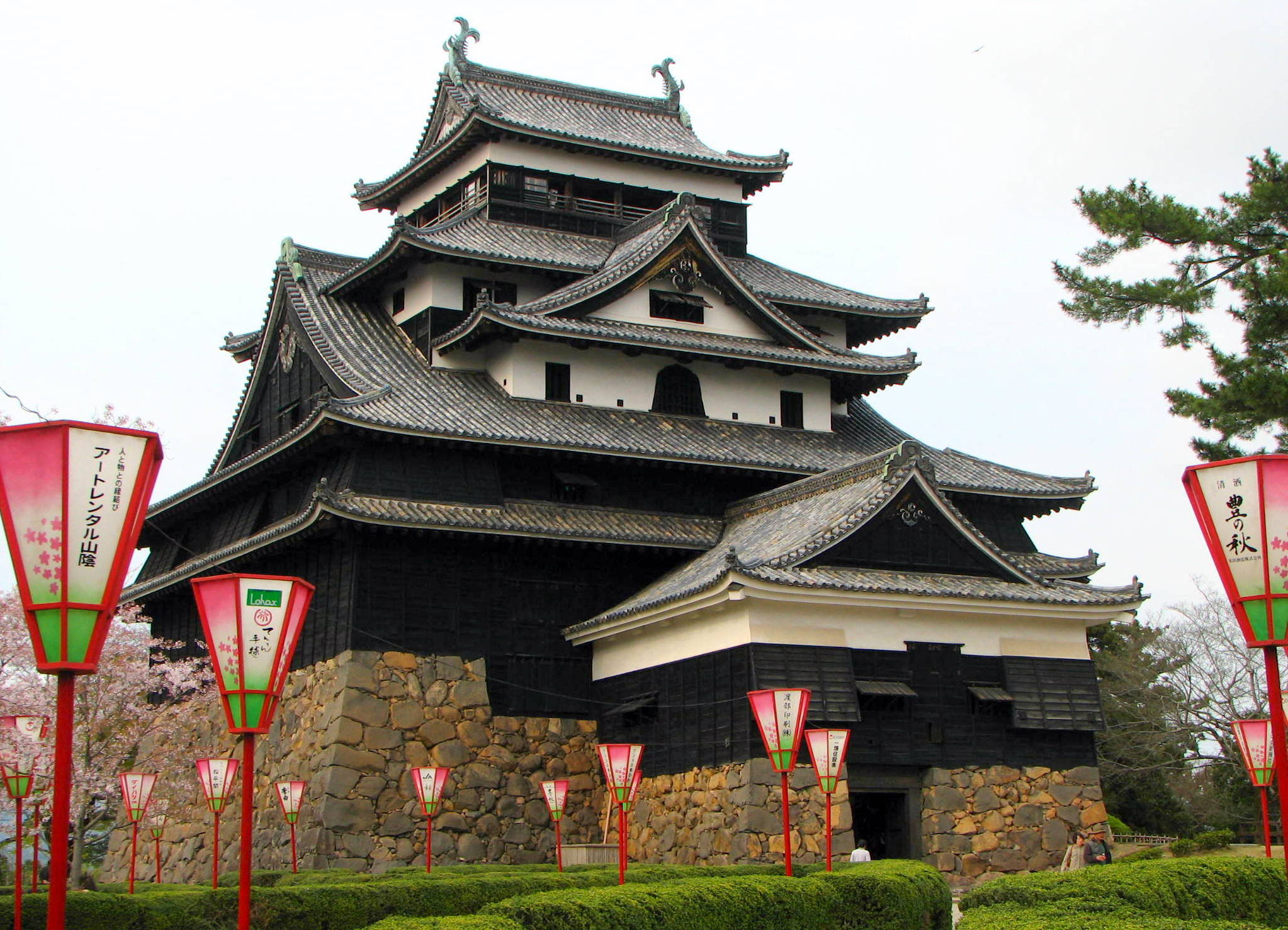
Замок Мацуэ

Главная достопримечательность города — замок Мацуэ, один из древнейших сохранившихся средневековых замков Японии. Это один из 12 японских замков, сохранивших свой первозданный облик и не подвергшихся разрушению или перестройке. Замок построен в 1611 году, он выкрашен в чёрный цвет, поэтому его называют «чёрным замком». Кроме того, изогнутая крыша замка похожа на размах крыльев ржанки, поэтому его ещё называют «замком ржанки» (яп. Тидори-дзё). Он окружён многочисленными каналами и старинным парком. На территории парка расположен музей истории, который первоначально строился как гостевая резиденция для императора Мэйдзи. Однако, планы императора изменились, поэтому он так и не побывал в Мацуэ, а здание в европейском стиле отдали под музей. Замок восторженно описывал в своих произведениях ирландский писатель и журналист Лафкадио Херн, живший в городе около года. Парк вокруг замка изобилует лужайками, которые в дни цветения сакуры являются излюбленным местом отдыха горожан. Когда в парке цветут деревья сакуры на лужайках расстилают настилы и устраивают пикники с распитием саке и сочинением стихов хайку. Осенью на большой поляне перед замком проводится выставка-конкурс хризантем.
В апреле по центральной улице города шествует парад самураев муся-гёрэцу, а в октябре проводится парад догёрэцу — оба парада завершают своё шествие под стенами замка Мацуэ.
Неподалёку от замка находится  Самурайский квартал с сохранившимися резиденциями самураев букэ-ясики, чайными домиками и ландшафтными садами.
В городе есть исторический музей Мацуэ и дом Лафкадио Хёрна, а на берегу озера Синдзи расположен префектуральный музей искусств Симане.
Мацуэ знаменит своей чайной культурой и носит звание чайной столицы Японии наряду с Киото и Канадзавой. Седьмой наместник княжества Мацуэ феодал Мацудайра Харусато (Фумай-ко) увлекался чайной церемонией, изучал дзэн-буддизм и основал направление чайной церемонии Фумай-рю. Вместе с развитием производства порошкового зелёного чая маття, в городе расцвело искусство гончарного мастерства (производство чашек и другой чайной утвари) и искусство приготовления традиционных японских чайных сладостей вагаси.

## Промышленность и торговля
Экономику города составляют производство товаров широкого потребления, а также рыболовство. Есть заводы по производству электроники.

## Образование
- Государственный университет Симане в Мацуэ （島根大学）

## Транспорт
- автомобильное сообщение
- железнодорожное сообщение — JR
- железная дорога Итибата, следующая от Мацуэ до города Идзумо.
- порт Мацуэ
- аэропорт Идзумо

## Города-побратимы
- Новый Орлеан, США
- Дублин, Ирландия
- Ханчжоу, Китай
- Чинджу, Южная Корея